# Thạch Phước Bình
Thạch Phước Bình (sinh năm 1978) là chính trị gia người Việt Nam. Ông hiện là Tỉnh ủy viên, Phó Trưởng đoàn chuyên trách Đoàn Đại biểu Quốc hội khóa XV tỉnh Trà Vinh, Ủy viên Ủy ban Kinh tế của Quốc hội,

## Xuất thân
Thạch Phước Bình sinh ngày 28 tháng 9 năm 1978 quê quán ở xã Tam Ngãi, huyện Cầu Kè, tỉnh Trà Vinh.
Ông hiện cư trú ở khóm 1, phường 3, thành phố Trà Vinh, tỉnh Trà Vinh.

## Giáo dục
- Giáo dục phổ thông: 12/12
- Cử nhân Tài chính doanh nghiệp
- Thạc sĩ Quản trị nhân lực
- Cao cấp lí luận chính trị

## Sự nghiệp
Ông gia nhập Đảng Cộng sản Việt Nam vào ngày 23/7/2004.
- 9/1985 - 5/1994: Học cấp 1 và cấp 2 tại Trường Tiểu học và Trường Trung học cơ sở Tam Ngãi, xã Tam Ngãi, huyện Cầu Kè, tỉnh Trà Vinh
- 6/1994 - 5/1997: Học cấp 3 tại Trường Phổ thông Dân tộc Nội trú tỉnh Trà Vinh
- 6/1997 - 11/2002: Được UBND huyện Cầu Kè, tỉnh Trà Vinh chọn cử tuyển đi học và tốt nghiệp chuyên ngành Tài chính doanh nghiệp tại Trường Đại học Kinh tế Thành phố Hồ Chí Minh
- 12/2002 - 9/2004: Cán bộ Liên đoàn Lao động huyện Cầu Kè, tỉnh Trà Vinh
- 10/2004 - 3/2005: Cán bộ Văn phòng Liên đoàn Lao động tỉnh Trà Vinh
- 4/2005 - 7/2008: Phó Chánh Văn phòng Liên đoàn Lao động tỉnh Trà Vinh
- 8/2008 - 7/2010: Ủy viên Ban Chấp hành, Phó Trưởng Ban Tổ chức Liên đoàn Lao động tỉnh Trà Vinh (được cử đi học Cao cấp lý luận Chính trị-Hành chính tại Học viện Chính trị-Hành chính khu vực IV từ tháng 12/2008 - 12/2009)
- 8/2010 - 6/2011: Ủy viên Ban Chấp hành Tỉnh đoàn, Trưởng Ban Thanh niên Công nhân và Đô thị Tỉnh đoàn Trà Vinh (được cử đi học Thạc sĩ Quản trị nhân lực tại Trường Đại học Công đoàn Việt Nam, Hà Nội từ 5/2010 - 6/2012)
- 7/2011 - 12/2011: Ủy viên Ban Thường vụ Tỉnh đoàn, Trưởng Ban Thanh niên Công nhân và Đô thị Tỉnh đoàn Trà Vinh
- 1/2012 - 7/2012: Ủy viên Ban Thường vụ Tỉnh đoàn, Trưởng Ban Tuyên giáo, Trưởng Ban Thanh niên Công nhân và Đô thị Tỉnh đoàn Trà Vinh
- 8/2012 - 7/2013: Phó Bí thư Tỉnh đoàn Trà Vinh
- 8/2013 - 10/2014: Được Ban Thường vụ Tỉnh ủy luân chuyển về công tác tại Đảng bộ huyện Trà Cú giữ chức Ủy viên Ban Thường vụ Huyện ủy, Phó Chủ tịch UBND huyện Trà Cú, tỉnh Trà Vinh
- 11/2014 - 2/2016: Phó Bí thư Huyện ủy, Chủ tịch UBND huyện Trà Cú, tỉnh Trà Vinh
- 3/2016 - 8/2016: Được Ban Thường vụ Tỉnh ủy điều động và phân công giữ chức Phó Trưởng Ban Tuyên giáo Tỉnh ủy Trà Vinh
- 9/2016 - 7/2019: Được Ban Thường vụ Tỉnh ủy điều động và phân công làm Đại biểu Quốc Hội chuyên trách thuộc Đoàn Đại biểu Quốc hội tỉnh Trà Vinh, Ủy viên Hội đồng Dân tộc của Quốc hội khóa XIV
- 8/2019 - nay: Tỉnh ủy viên, Phó Trưởng đoàn chuyên trách Đoàn Đại biểu Ọuốc hội tỉnh Trà Vinh, Ủy viên Hội đồng Dân tộc của Quốc hội khóa XIV
- 7/2021: Đại biểu Quốc hội khóa XV, Ủy viên Ủy ban Kinh tế của Quốc hội.